# 上野原市立秋山小学校
上野原市立秋山小学校（うえのはらしりつ あきやましょうがっこう）は、山梨県上野原市秋山にある公立小学校。

## 沿革
- 1875年（明治8年）
  - 4月 - 「栗谷学校」創立[1]。
  - 5月 - 「桜井学校」創立[1]。
  - 10月 - 「浜沢学校」創立。
- 1875年（明治8年）
  - 「栗谷学校」を「秋山第一尋常小学校」に改称[1]。
  - 「浜沢学校」を「秋山第一尋常小学校・分教場」とする[1]。
  - 「桜井学校」を「秋山第二尋常小学校」に改称[1]。
- 1887年（明治20年） - 秋山第一尋常小学校（栗谷学校）、秋山第二尋常小学校（桜井学校）と改称し、秋山第一尋常小学校の分教場（浜沢学校）とする。
- 1908年（明治41年） - 義務教育が6カ年に延長される。
- 1916年（大正5年） - 「栗谷尋常・高等小学校」と改称する（秋山第一尋常小学校）。
- 1941年（昭和16年）
  - 「秋山第一尋常小学校」を「栗谷国民学校」に改称[1]。
  - 「秋山第一尋常小学校・分教場」を「栗谷国民学校・浜沢分教場」に改称[1]。
  - 「秋山第二尋常小学校」を「桜井国民学校」に改称[1]。
- 1947年（昭和22年） - それぞれ「秋山村立栗谷小学校」「秋山村立栗谷小学校・浜沢分校」「秋山村立桜井小学校」に改称[1]
- 1969年（昭和44年） - 学校給食開始（「栗谷小」「桜井小」「浜沢分校」での完全給食）。
- 1975年（昭和50年） - 創立100周年記念行事[1]。
- 1989年（平成元年） - 「秋山村立栗谷小学校・浜沢分校」が「秋山村立浜沢小学校」として独立[1]。
- 1992年（平成4年） - 学校週5日制開始。
- 2001年（平成13年） - 3校を統合して「秋山村立秋山小学校」創立[1]。
- 2002年（平成14年） - 秋山小学校新校舎竣工し、移転（桜井小から栗谷小跡地へ）。竣工式挙行。
- 2005年（平成17年）2月13日 - 町村合併により「上野原市立秋山小学校」に改称。